# دیدیه نویمان
دیدیه نویمان (انگلیسی: Didier Neumann؛ زادهٔ ۱۳ ژانویهٔ ۱۹۷۷) بازیکن فوتبال اهل فرانسه است.
از باشگاه‌هایی که در آن بازی کرده‌است می‌توان به باشگاه فوتبال متس، باشگاه فوتبال کن، باشگاه فوتبال سدان، و باشگاه ورزشی مون‌پلیه اشاره کرد.